# Tłuczewo
Tłuczewo (dodatkowa nazwa w j. kaszub. Tłuczewò) – wieś kaszubska w Polsce, położona w województwie pomorskim, w powiecie wejherowskim, w gminie Linia nad rzeką Łebą.
Wieś królewska w starostwie mirachowskim w województwie pomorskim w II połowie XVI wieku. W latach 1975–1998 miejscowość administracyjnie należała do województwa gdańskiego.
Podczas zaboru pruskiego wieś nosiła nazwę niemiecką Klutschau.
Podczas okupacji niemieckiej nazwa Klutschau w 1942 została przez nazistowskich propagandystów niemieckich (w ramach szerokiej akcji odkaszubiania i odpolszczania nazw niemieckiego lebensraumu) zweryfikowana jako zbyt kaszubska i przemianowana na nowo wymyśloną i bardziej niemiecką – Lebabrück.
W latach 1954-64 oraz od 1970 roku do śmierci w 1981 roku w miejscowym budynku szkoły mieszkał Aleksander Labuda (1902-1981), działacz kaszubski, pisarz i poeta. W 1991 roku na budynku odsłonięto tablicę upamiętniającą.
W miejscowości, jako jedna z 13 figur szlaku turystycznego „Poczuj kaszubskiego ducha" współfinansowanego ze środków unijnych znajduje  się rzeźba wykonana przez Jana Redźko na podstawie opracowania "Bogowie i duchy naszych przodków. Przyczynek do kaszubskiej mitologii" Aleksandra Labudy, przedstawiająca kaszubskiego demona zwanego Pólnica.

## Obrona wrzesień 1939 rok
Dnia 1 września miejscowość nie była atakowana. W dniu 2 września 1939 roku do obsady Polskiej Placówki Straży Granicznej w Tłuczewie dołączyli żołnierze z Placówki Straży Granicznej w Kętrzynie pod dowództwem sierż. Stachowiaka, który objął dowództwo nad połączonymi placówkami. Jeszcze tego samego dnia Placówka w Tłuczewie została wielokrotnie zaatakowana przez patrole niemieckie, które zostały odparte. 
Dnia 3 września Niemcy wzmocnili swoją placówkę Straży Celnej w m. Osiek kompanią piechoty z dwoma ckm. Dwa niemieckie plutony natarły na Polską Placówkę Straży Granicznej przy czym jeden z nich przeciął szosę Linia-Tłuczewo.
W zaistniałej sytuacji komendant komisariatu wysłał na pobliskie wzg. 158, znajdujące się niecały kilometr na wschód od Tłuczewa za rzeką Łebą niepełny pluton do kontynuowania obrony, oraz wydał rozkaz wycofania placówki Tłuczewo. W trakcie odwrotu do pobliskiego Strzepcza polskie jednostki zniszczyły most na Łebie.

## Integralne części wsi
| SIMC    | Nazwa    | Rodzaj    |
| ------- | -------- | --------- |
| 0165735 | Lipki    | część wsi |
| 0165741 | Porzecze | część wsi |
| 0165758 | Wronia   | część wsi |

## Osoby związane z Tłuczewem
- Bolesław Formela
- Aleksander Labuda